# Мисс США 2000
Мисс США 2000 (англ. Miss USA 2000) — 49-й конкурс красоты Мисс США, проводился в «Grande Palace Theatre», в городе Брэнсон, штата Миссури, 4 февраля 2000 года. Победительницей конкурса стала Линнетт Коул из штата Теннесси.
Конкурс проводился в Брэнсоне во второй и последний раз в «Grande Palace Theatre» на 4.000 мест и в последний раз проводился в феврале. Линнетт Коул стала пятой участницей принимавшая участие в другом конкурсе красоты для подростков — Юная мисс США 1995.
Ведущим вечера стал Карсон Дэйли, победительница конкурса Мисс США 1996 года — Эли Ландри и Джулия Моран. На мероприятии выступили — Кристина Агилера, Лу Бега, Брайан Макнайт и Марк Уиллс

## Результаты

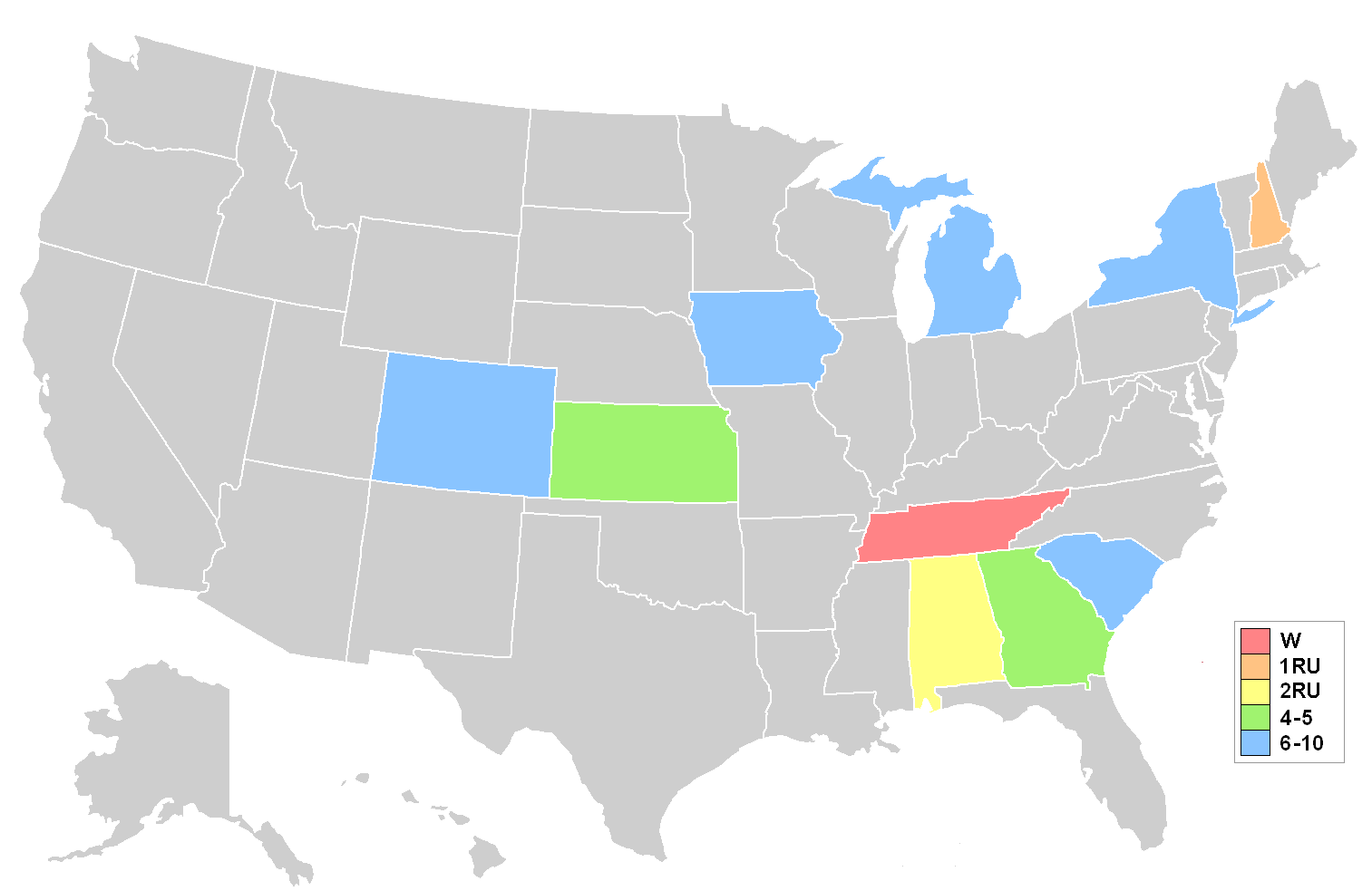
Карта США, показывающая штаты-участницы финала Мисс США 2000

| Финальный результат | Конкурсантка |
| ------------------- | --- |
| Мисс США 2000       | - Теннесси — Линнетт Коул |
| 1-я Вице Мисс       | - Нью-Гэмпшир — Бриджит Джейн Везина                                                                                              |
| 2-я Вице Мисс       | - Алабама — Джина Митчелл |
| Топ 5               | - Канзас — Тиффани Мейер - Джорджия — Патти Данн                                                                                  |
| Топ 10              | - Колорадо — Тиани Джонс - Мичиган — Джилл Добсон - Нью-Йорк — Кэрри Такер - Южная Каролина — Лиза Рабон - Айова — Дженси Григсби |

### Специальные награды
| Награда                 | Участницы                   |
| ----------------------- | --------------------------- |
| Мисс Конгениальность    | - Гавайи — Мишель Каплан    |
| Мисс Фотогеничность     | - Миннесота — Пейдж Свенсон |
| Style Award             | - Флорида – Кристин Людеке  |
| Лучший купальный костюм | - Теннесси – Линнетт Коул   |

## Полуфинальные очки

### Предварительные очки
| \| Штат \| Интервью \| Купальный костюм \| Вечерний костюм \| Средний балл \| Финалистки \| \| -------------- \| -------- \| ---------------- \| --------------- \| ------------ \| ---------- \| \| Теннесси \| 9.81 \| 9.64 \| 9.78 \| 9.74 \| 9.66 \| \| Алабама \| 9.54 \| 9.51 \| 9.93 \| 9.66 \| 9.45 \| \| Канзас \| 9.36 \| 9.53 \| 9.63 \| 9.51 \| 9.36 \| \| Джорджия \| 9.29 \| 9.52 \| 9.41 \| 9.40 \| 9.14 \| \| Нью-Гэмпшир \| 9.58 \| 9.32 \| 9.27 \| 9.39 \| 9.40 \| \| Колорадо \| 9.21 \| 9.26 \| 9.33 \| 9.27 \| \| \| Мичиган \| 9.44 \| 9.07 \| 9.24 \| 9.25 \| \| \| Нью-Йорк \| 9.47 \| 9.06 \| 8.93 \| 9.16 \| \| \| Южная Каролина \| 8.74 \| 9.39 \| 9.24 \| 9.12 \| \| \| Айова \| 9.10 \| 8.95 \| 9.02 \| 9.02 \| \| | Победительница Первая Вице Мисс Вторая Вице Мисс Топ 5 |                  |                 |              |            |
| Штат | Интервью                                               | Купальный костюм | Вечерний костюм | Средний балл | Финалистки |
| Теннесси | 9.81                                                   | 9.64             | 9.78            | 9.74         | 9.66       |
| Алабама | 9.54                                                   | 9.51             | 9.93            | 9.66         | 9.45       |
| Канзас | 9.36                                                   | 9.53             | 9.63            | 9.51         | 9.36       |
| Джорджия | 9.29                                                   | 9.52             | 9.41            | 9.40         | 9.14       |
| Нью-Гэмпшир | 9.58                                                   | 9.32             | 9.27            | 9.39         | 9.40       |
| Колорадо | 9.21                                                   | 9.26             | 9.33            | 9.27         |            |
| Мичиган | 9.44                                                   | 9.07             | 9.24            | 9.25         |            |
| Нью-Йорк | 9.47                                                   | 9.06             | 8.93            | 9.16         |            |
| Южная Каролина | 8.74                                                   | 9.39             | 9.24            | 9.12         |            |
| Айова | 9.10                                                   | 8.95             | 9.02            | 9.02         |            |

## Штаты-участницы
| - Алабама – Джина Митчелл - Аляска – Лори Миллер - Аризона – Хизер Кеклер - Арканзас – Уитни Мур - Калифорния – Ребека Келлер - Колорадо – Тиани Джонс - Коннектикут – Салли Туссен - Делавэр – Дженнифер Бем - Вашингтон (округ Колумбия) – Джуэль Касамайор - Флорида – Кристин Людеке - Джорджия – Патти Данн - Гавайи – Мишель Каплан - Айдахо – Брук Дженнифер Гэмбрелл - Иллинойс – Констанс Штутцер - Индиана – Кристал Вайл - Айова – Дженси Григсби - Канзас – Тиффани Мейер - Кентукки – Джолин Янгстер - Луизиана – Дженнифер Дюпон - Мэн – Дженнифер Хант - Мэриленд – Кристи Дэвис - Массачусетс – Розали Аллен - Мичиган – Джилл Добсон - Миннесота – Пейдж Свенсон - Миссисипи – Энджи Карпентер - Миссури – Денетт Родерик | - Монтана – Брэнди Бьорклунд - Небраска – Валари Кук - Невада – Алисия Карнс - Нью-Гэмпшир – Бриджит Джейн Везина - Нью-Джерси – Мишель Грейси - Нью-Мексико – Кристина Ортега - Нью-Йорк – Кэрри Такер - Северная Каролина – Порция Джонсон - Северная Дакота – Эми Хоффнер - Огайо – Чейа Р. Уоткинс - Оклахома – Аманда Пеникс - Орегон – Элизабет Хайтманек - Пенсильвания – Анжела Патла - Род-Айленд – Хайди Ст. Пьер - Южная Каролина – Лиза Рабон - Южная Дакота – Ванесса Шорт Булл - Теннесси – Линнетт Коул - Техас – Хизер Огилви - Юта – Кери Хэтфилд - Вермонт – Кэти Болтон - Виргиния – Кристал Джонс - Вашингтон – Джейми Керн - Западная Виргиния – Тара Уилсон - Висконсин – Саманта Пича - Вайоминг – Ребекка Смит |

## Участие в других конкурсах
Участница конкурса «Мисс мира»:
- Салли Туссен (Коннектикут) — Топ 10 на «Мисс мира 1997»

Участницы конкурса «Юная мисс США»:
- Линнетт Коул (Теннесси) — Юная мисс Теннесси 1995 (Топ 6 на Юная мисс США 1995)
- Тиффани Мейер (Канзас) — Юная мисс Миссури 1994 (Топ 6 на Юная мисс США 1994)
- Аманда Пеникс (Оклахома) — Юная мисс Оклахома 1997 (Топ 6 на Юная мисс США 1997)
- Энджи Карпентер (Миссисипи) — Юная мисс Миссисипи 1994 (Топ 12 на Юная мисс США 1994)
- Хизер Кеклер (Аризона) — Юная мисс Аризона 1992
- Пейдж Свенсон (Миннесота) — Юная мисс Миннесота 1994
- Дженнифер Лин Хант (Мэн) — Юная мисс Мэн 1994
- Алисия Карнс (Невада) — Юная мисс Невада 1995
- Лори Миллер (Аляска) — Юная мисс Аляска 1997
- Дженнифер Дюпон (Луизиана) — Юная мисс Луизиана 1998 (Дюпон участвовала в конкурсе «Мисс США» через два года после участия в «Юная мисс США». Самая юная в конкурсе, в 2004 году она стала победительницей «Triple crown», имея участие в «Юная мисс США», «Мисс США» и «Мисс Америка»).

Участницы конкурса «Мисс Америка»:
- Ребекка Келлер (Калифорния) — Мисс Калифорния 1997 (4-я Вице мисс и Предварительная награда за купальник на «Мисс Америка 1998»)
- Дженнифер Дюпон (Луизиана) — Мисс Луизиана 2004 (1-я Вице мисс и Предварительная награда за купальник на «Мисс Америка 2005[англ.]»)
- Брук Гэмбрелл (Айдахо) — Мисс Айдахо 1995
- Кристен Людеке (Флорида) — Мисс Флорида 1995
- Чейя Уоткинс (Огайо) — Мисс Огайо 1998
- Ванесса Шортбулл (Южная Дакота) — Мисс Южная Дакота 2002